# 陶錫源
陶錫源，MH（1952年—），新界原居民，香港建制派政黨新界社團聯會籍政治人物，現為屯門鄉事委員會第一副主席、青磚圍原居民代表、屯門鄉忠義堂醮務委員會主席，曾任香港屯門區議會屯門鄉郊選區議員。

## 生平
身為傳奇詩人陶淵明的後人，陶錫源小時興趣並不在讀書方面，待長大後才在詩詞方面下苦功，現時仍保持年年即席揮毫送贈揮春於鄉民。
繼去屆2006年打醮，陶錫源再次擔任建醮委員會主席，今屆更成為首名緣首。他跟隨先父陶福添留下來的「建醮功德部」執行。多日建醮現場均現其身影，並說：「你睇，要跟足傳統。」作為廿一傳的陶騰樞亦稱職地全程穿著長衫，更準備了親自翻譯成法語及日語的宣傳傳單，令鄉間建醮成為都會盛事，吸引四方來客。父子兩代身為祭禮的禮生，共同肩負幾百年的禮儀傳承，作風相異卻出奇地合拍。

## 從政
1994年香港區議會選舉，原任屯門西北區議員兼當地原居民陶錫源代表自民聯出選，由於未有其他候選人，陶氏自動當選。因應自民聯於1997年與港進聯合併，陶錫源於1997年起成為港進聯成員。
1999年及2003年香港區議會選舉，基於未有其他候選人，陶氏自動當選。而2005年港進聯併入民建聯時，陶錫源未有跟隨，其後則加入了自由黨。
2007年香港區議會選舉，陶錫源以自由黨身分擊敗另外兩名候選人民主黨許智峯以及獨立候選人陶國標，並成功當選連任，其中陶錫源得到1,958票、許智峯554票、陶國標158票。而2008年自由黨於2008年香港立法會選舉潰敗後，陶氏退出自由黨，在新界社團聯會支持下繼續於區內活躍。
2011年香港區議會選舉，陶錫源以獨立身分自動當選連任，其後加入城鄉居民共和協會。2015年香港區議會選舉，陶錫源取得1,644票，以接近七成得票率，成功擊敗獨立候選人鄧德森當選。
2019年香港區議會選舉，爭取第七次連任的陶錫源與第四度參與區議會選舉並獲得民主派區選聯盟認可的獨立民主派人士張錦雄爭奪，最終張錦雄以3,797票，在以原居民為主的鄉郊選區取下超過6成選民支持，成功擊敗陶錫源並在參選第四次區議會選舉終於首度晉身區議會。

## 爭議事件
2016年5月，屯門區議會工聯會時任區議員李洪森、陳文偉、陳有海、徐帆、新民黨時任區議員朱耀華、蘇炤成與鄉事派組織城鄉居民共和協會屯門鄉郊選區時任區議員陶錫源聯署要求擱置大嶼山群育學校「東灣莫羅瑞華學校」遷至屯門興建新校舍的計劃，新校舍校址毗鄰仁愛堂陳黃淑芳紀念中學；工聯會以及新民黨的區議員反對群育學校遷至屯門的事件引來公眾關注，惟搬遷計劃已在立法會教育事務委員會中獲得通過，屯門區議會亦已審批；早前有工聯會以及新民黨的區議員反對，但兩黨的立法會議員早前接受訪問前均表示支持。2016年5月8日的記者會上，教育事務委員會副主席葉建源亦表示未聽聞有議員會投下反對票。

## 歷屆選舉結果
| 政党   | 政党         | 候选人    | 票数  | %     | ±      |
| ------ | ------------ | --------- | ----- | ----- | ------ |
|        | 新界社團聯會 | ①. 陶錫源 | 2,513 | 39.83 | ▼29.48 |
|        | 獨立         | ②. 張錦雄 | 3,797 | 60.17 | 不適用 |
| 多数票 | 多数票       | 多数票    | 1,284 | 20.35 | 不適用 |

| 政党   | 政党                       | 候选人    | 票数  | %     | ±      |
| ------ | -------------------------- | --------- | ----- | ----- | ------ |
|        | 獨立                       | ①. 鄧德森 | 728   | 30.69 | 不適用 |
|        | 城鄉居民共和協會/新 新社聯 | ②. 陶錫源 | 1,644 | 69.31 | 不適用 |
| 多数票 | 多数票                     | 多数票    | 916   | 38.62 | 不適用 |

| 政党   | 政党         | 候选人 | 票数     | %      | ±      |
| ------ | ------------ | ------ | -------- | ------ | ------ |
|        | 新界社團聯會 | 陶錫源 | 自動當選 | 不適用 | 不適用 |
| 多数票 | 多数票       | 多数票 | 不適用   | 不適用 | 不適用 |

| 政党   | 政党   | 候选人    | 票数  | %     | ±      |
| ------ | ------ | --------- | ----- | ----- | ------ |
|        | 自由黨 | ①. 陶錫源 | 1,958 | 73.33 | 不適用 |
|        | 民主黨 | ②. 許智峯 | 554   | 20.75 | 不適用 |
|        | 獨立   | ③. 陶國標 | 158   | 5.92  | 不適用 |
| 多数票 | 多数票 | 多数票    | 1,404‬ | 52.58 | 不適用 |

| 政党   | 政党   | 候选人 | 票数     | %      | ±      |
| ------ | ------ | ------ | -------- | ------ | ------ |
|        | 港進聯 | 陶錫源 | 自動當選 | 不適用 | 不適用 |
| 多数票 | 多数票 | 多数票 | 不適用   | 不適用 | 不適用 |

| 政党   | 政党   | 候选人 | 票数     | %      | ±      |
| ------ | ------ | ------ | -------- | ------ | ------ |
|        | 港進聯 | 陶錫源 | 自動當選 | 不適用 | 不適用 |
| 多数票 | 多数票 | 多数票 | 不適用   | 不適用 | 不適用 |

| 政党   | 政党   | 候选人 | 票数     | %      | ±      |
| ------ | ------ | ------ | -------- | ------ | ------ |
|        | 自民聯 | 陶錫源 | 自動當選 | 不適用 | 不適用 |
| 多数票 | 多数票 | 多数票 | 不適用   | 不適用 | 不適用 |

| 政党   | 政党   | 候选人 | 票数     | %      | ±      |
| ------ | ------ | ------ | -------- | ------ | ------ |
|        | 自民聯 | 陶錫源 | 自動當選 | 不適用 | 不適用 |
| 多数票 | 多数票 | 多数票 | 不適用   | 不適用 | 不適用 |

## 資料來源與註釋
1. 1 2 3  香港選舉資料匯編：1982年-1994年，雷競璇 沈國祥編 1995年出版 ISBN 962-441-519-6 （页面存档备份，存于），第204頁。
2. 1 2 3 4  . 香港賽馬會.   [2022-03-14].
3. ↑  . 屯門區議會. 2015-12-07  [2022-03-14]. （原始内容存档于2017-03-13） （中文（香港））.
4. ↑  . www.elections.gov.hk. 2021-02-05  [2019-11-26]. （原始内容存档于2020-01-14）.
5. ↑  . 眾新聞. 2019-11-27  [2020-01-10]. （原始内容存档于2020-06-05） （中文）.
6. ↑  李穎霖. . 香港01. 2020-01-02  [2020-01-10]. （原始内容存档于2021-01-17） （中文（香港））.
7. ↑  . 頭條日報. 2019年11月25日  [2021-03-17]. （原始内容存档于2021-08-01）.
8. ↑  . 蘋果日報. 2016年5月13日  [2020年8月15日]. （原始内容存档于2016年12月20日）.
9. ↑  . 香港01. 2016年5月9日  [2020年8月15日]. （原始内容存档于2016年6月17日）.

| 議會席位      | 議會席位                                                   | 議會席位      |
| ------------- | ---------------------------------------------------------- | ------------- |
| 前任： 馬潤光 | 屯門區議會 屯門西北選區區議員 1991年10月1日—1994年9月30日  | 選區重組      |
| 首任          | 屯門區議會 屯門鄉郊選區區議員 1994年10月1日—2019年12月31日 | 繼任： 張錦雄 |